# Kanslikajen

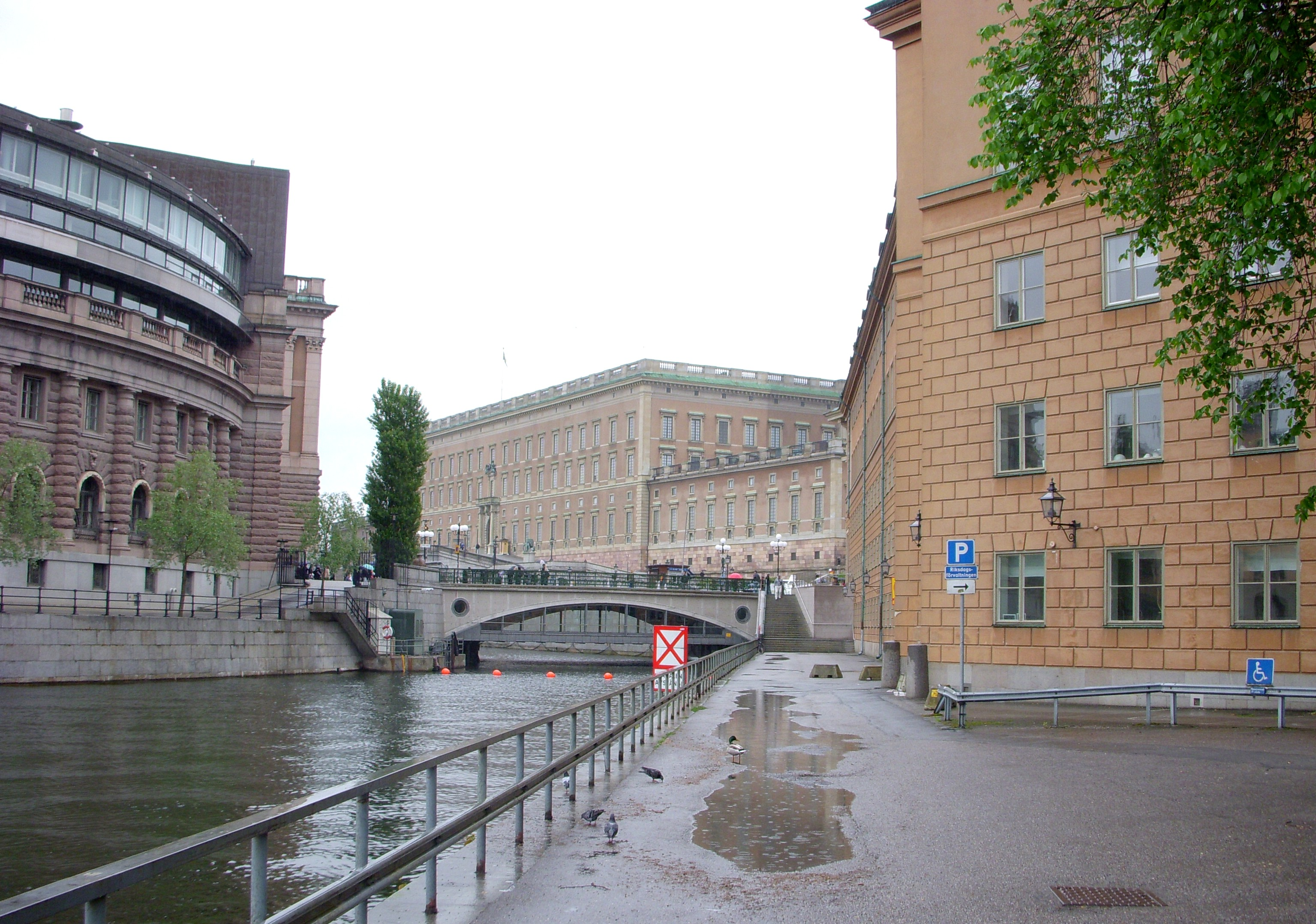
Kanslikajen mot öst, 2009

Kanslikajen är ett kajområde på norra delen av Gamla stan i Stockholm. Området begränsas av Helgeandsholmens västra del, Stallbron samt Kanslihuset och sträcker sig fram till Mynttorget.
Kanslikajen fick sitt nuvarande namn 1925 som Namnberedningen hade föreslagit 1921 och avsåg området “utmed strömmen förbi det gamla cellfängelset och kanslihuset fram till Mynttorget". Man hade även diskuterat namnet Kanslistranden. Idag (2009) är Kanslikajen ingen kaj för angöring av båtar; längs hela kajkanten löper ett räcke. Området används huvudsakligen som parkeringsplats för Riksdagens ledamöter.